# Asmate aureolineata
Asmate aureolineata är en fjärilsart som beskrevs av Schwingenchuss 1962. Asmate aureolineata ingår i släktet Asmate och familjen mätare. Inga underarter finns listade i Catalogue of Life.